# Fort Lupton
Fort Lupton är en stad (city) i Weld County, i delstaten Colorado, USA. Enligt United States Census Bureau har staden en folkmängd på 7 551 invånare (2011) och en landarea på 18,6 km².